# Canzo
Canzo (Canz dans la langue locale) est une commune de la province de Côme, dans la région Lombardie, en Italie.

## Transport
La commune est l'aboutissement de la ligne de Milan à Asso, le terminus est à la gare de Canzo-Asso après la gare de Canzo.

## Administration
| Période                                  | Période  | Identité                  | Étiquette | Qualité |
| ---------------------------------------- | -------- | ------------------------- | --------- | ------- |
| 14 juin 2004                             | En cours | Silvia Tresoldi in Cerati |           |         |
| Les données manquantes sont à compléter. |          |                           |           |         |

### Communes limitrophes
Asso, Caslino d'Erba, Castelmarte, Cesana Brianza, Civate, Eupilio, Longone al Segrino, Proserpio, Pusiano, Valbrona, Valmadrera.

## Personnalités nées à Canzo
- Stefano Arcellazzi (1768-1835), magistrat et juriste.
- Filippo Turati